# 1944 في كندا
فيما يلي قوائم الأحداث التي وقعت خلال عام 1944 في كندا.

## سياسة

### تعيين في المنصب
- 1 يناير – جورج جونز Commander of the Royal Canadian Navy [الإنجليزية]‏.
- 15 يونيو – تومي دوغلاس عضو المجلس التشريعي في ساسكاتشوان ‏،Premier of Saskatchewan [الإنجليزية]‏.
- 15 يونيو – وودرو لويد عضو المجلس التشريعي في ساسكاتشوان ‏.

### انتهاء فترة المنصب
- 1 يناير – تومي دوغلاس عضو مجلس العموم الكندي.
- 7 يناير – ليمان داف Chief Justice of Canada [الإنجليزية]‏.
- 10 يوليو – ويليام جون باترسون Premier of Saskatchewan [الإنجليزية]‏.
- 27 يوليو – كليفورد ويليام روبنسون عضو مجلس الشيوخ الكندي ‏.

## مواليد

### يناير
- 1 يناير – باري مكينون شاعر كندي.[1]
- 1 يناير – باول بيلارغيون ملحن كندي.[2]
- 1 يناير – جيرالد ر. تريمبلي محامي كندي.
- 1 يناير – ديفيد رايت دبلوماسي كندي.
- 1 يناير – سوزان إيوانو شاعرة كندية.[3]
- 1 يناير – فرد جيمس
- 1 يناير – فريديرك كولين ممثلة كندية.
- 1 يناير – لورني تايلور سياسي كندي.
- 1 يناير – مايك ويبستر مصارع هاوي كندي.
- 1 يناير – والت كوب سياسي كندي.
- 2 يناير – جورج هانغرفورد[4]
- 4 يناير – تريفور فاهي لاعب هوكي جليد كندي.
- 14 يناير – جون ريا ملحن كندي.
- 28 يناير – باول كوتيه رُبّان كندي.
- 29 يناير – ميريام آدامز

### فبراير
- 2 فبراير – مارك هاميلتون مغني كندي.[5]
- 4 فبراير – غاري سميث لاعب هوكي جليد كندي.
- 15 فبراير – أندي براون
- 17 فبراير – بروس فوغل
- 27 فبراير – أندريه روي كاتب كندي.[6]
- 28 فبراير – إدوارد جرينسبان محامي كندي.[7]

### مارس
- 8 مارس – باز هارجروف نقابي كندي.
- 17 مارس – كولين تايلور سين
- 18 مارس – كين بلوك لاعب هوكي جليد كندي.
- 21 مارس – كين فيرغسون
- 26 مارس – بنجامين تشي تشي فنان كندي.[8]
- 27 مارس – بريان كامبل لاعب هوكي جليد كندي.

### أبريل
- 7 أبريل – ديفيد زيمر سياسي كندي.
- 10 أبريل – روبن وارد
- 11 أبريل – روبرت بنوا سياسي كندي.
- 11 أبريل – مالكوم ونايت عالم اقتصاد كندي.[9]
- 13 أبريل – كيث رايت لاعب هوكي جليد كندي.
- 14 أبريل – جاك أوليفييه سياسي كندي.[10]
- 28 أبريل – فاليري جيروم

### مايو
- 1 مايو – بولين ميشيل كاتبة كندية.
- 3 مايو – كين نيكول سياسي كندي.
- 13 مايو – برايان فاوست كاتب كندي.[11]
- 14 مايو – جين كورني موسيقي أمريكي.[12]
- 14 مايو – كاترين مكينون مغنية كندية.[13]
- 17 مايو – بيير ديفيد منتج أفلام كندي.
- 18 مايو – جيمس آرثر رياضياتي كندي.
- 18 مايو – سايمور ماين كاتب كندي.
- 20 مايو – بيل كلارك كاتب سيناريو من الولايات المتحدة الأمريكية.[14]
- 22 مايو – كوني إيفز[15]
- 27 مايو – بوب شارلبويس لاعب هوكي جليد كندي.
- 27 مايو – ريك ماكان لاعب هوكي جليد كندي.
- 27 مايو – ميشيل غيرفيه
- 31 مايو – بوب سنيدون لاعب هوكي جليد كندي.

### يونيو
- 10 يونيو – سيسيل أودونيل سياسي كندي.
- 20 يونيو – جو ماغواير سياسي كندي.[16]
- 25 يونيو – روبرت شارلبويس[17]

### يوليو
- 5 يوليو – غرانت ديفين سياسي كندي.
- 6 يوليو – بيير كريمر
- 14 يوليو – كيث كريستيانسن لاعب هوكي جليد من الولايات المتحدة الأمريكية.
- 15 يوليو – مارثا بروكس[18]
- 17 يوليو – باول غالانت رائد أعمال كندي.
- 17 يوليو – تشارلز لابوينت سياسي كندي.[19]
- 18 يوليو – إيف كوربيل ممثل كندي.
- 19 يوليو – غاري سيمونز لاعب هوكي جليد كندي.
- 20 يوليو – كينيث ج. سامرز
- 23 يوليو – روبرت ديكسون
- 25 يوليو – بيتر دونكان متزحلق جبال الألب كندي.
- 25 يوليو – دان ريد سياسي كندي.
- 26 يوليو – جون هوكينز[20]

### أغسطس
- 1 أغسطس – ستيوارت غرين متسابق يخت كندي.
- 4 أغسطس – ميشيل غوليت فنان كندي.[21]
- 6 أغسطس – روي سميث مهندس من الولايات المتحدة الأمريكية.
- 6 أغسطس – لين هاميلتون كاتبة كندية.
- 10 أغسطس – غايتان غيرفيه كاتب كندي.
- 11 أغسطس – أليكسا ماكدونو سياسية كندية.[22]
- 12 أغسطس – بيرني فينكلستاين
- 17 أغسطس – ميشيل نويل[23]
- 18 أغسطس – ديفيد نيومان محامي كندي.
- 19 أغسطس – جيمس ويليام آرثر جارنر سياسي كندي.
- 20 أغسطس – تيري كلارك[24]
- 21 أغسطس – باري مور سياسي كندي.[25]
- 24 أغسطس – بيل غولدزورثي لاعب هوكي جليد كندي.[26]
- 24 أغسطس – روكي جونسون مصارع محترف كندي.
- 25 أغسطس – كونراد بلاك سياسي بريطاني.[27]
- 29 أغسطس – جيم كارديف لاعب هوكي جليد كندي.

### سبتمبر
- 6 سبتمبر – ديك هاريس سياسي كندي.[28]
- 9 سبتمبر – جونيور هانلي
- 11 سبتمبر – ليز بلوين كاتبة كندية.
- 12 سبتمبر – رون وارد لاعب هوكي جليد كندي.
- 13 سبتمبر – جان بول مارشان سياسي كندي.[29]
- 14 سبتمبر – روبرت غرافل ممثل كندي.[30]
- 17 سبتمبر – ليه إيمرسون موسيقي كندي.
- 17 سبتمبر – نيل كاربنتر متزلج فني كندي.
- 18 سبتمبر – ديف كرانمر لاعب كرة قدم كندي.
- 21 سبتمبر – جيك كير
- 22 سبتمبر – آر. د. ريد ممثل كندي.
- 22 سبتمبر – رود وودورد لاعب كرة قدم كندي.
- 25 سبتمبر – جيليس رينو ممثل كندي.
- 26 سبتمبر – روبرت هاريس كهنوت كندي.
- 30 سبتمبر – دياني دوفريسن مغنية كندية.[31]
- 30 سبتمبر – غوردي بونين مهندس كندي.

### أكتوبر
- 1 أكتوبر – دان جونسون لاعب هوكي جليد كندي.
- 1 أكتوبر – ميشيل مارتيل مصارع محترف كندي.
- 24 أكتوبر – ريج كينت لاعب هوكي جليد كندي.
- 29 أكتوبر – كلود بروكيو رجل أعمال كندي.
- 31 أكتوبر – برايان داوني ممثل كندي.

### نوفمبر
- 6 نوفمبر – بيل هندرسون
- 7 نوفمبر – دوايت كاروثرز لاعب هوكي جليد كندي.
- 9 نوفمبر – فيكتور كولمان شاعر كندي.
- 12 نوفمبر – غاري يفبفر لاعب كرة قدم كندي.
- 13 نوفمبر – رينيه درولت لاعب هوكي جليد كندي.
- 15 نوفمبر – رون بوكانان لاعب هوكي جليد كندي.
- 15 نوفمبر – مارتن دالي نفساني كندي.
- 17 نوفمبر – لورن مايكلز[32]
- 19 نوفمبر – دينيس هال لاعب هوكي جليد كندي.
- 29 نوفمبر – تيري بال لاعب هوكي جليد كندي.
- 30 نوفمبر – وليام عزيزي

### ديسمبر
- 4 ديسمبر – آنا ماكغريجلي مغنية كندية.
- 5 ديسمبر – ديف شرايبر معلق رياضي كندي.
- 8 ديسمبر – تيد إيرفاين لاعب هوكي جليد كندي.
- 8 ديسمبر – لويد دوفي فارس كندي.
- 14 ديسمبر – برايان برادلي لاعب هوكي جليد كندي.
- 16 ديسمبر – إريك نيويل
- 18 ديسمبر – أندريه كارون سياسي كندي.[33]
- 24 ديسمبر – دان ميلر سياسي كندي.[34]
- 31 ديسمبر – روي كولين سياسي كندي.[35]

## وفيات

### يناير
- 1 يناير – جون سكوت وليامز (مواليد 1893)
- 10 يناير – تشارلز هيرتزبيرغ (مواليد 1886)
- 19 يناير – فريدريك جورج سكوت (مواليد 1861) شاعر كندي.[36]

### فبراير
- 16 فبراير – تشارلز فيرغسون هوي (مواليد 1914) عسكري كندي.
- 18 فبراير – ديفيد غريفين (مواليد 1905)

### مارس
- 9 مارس – روي براون (مواليد 1893)
- 17 مارس – فيكتور ألبرت سنكلير (مواليد 1872) سياسي كندي.
- 29 مارس – غوردون كيدر (مواليد 1914)
- 31 مارس – باتريك لانجفورد (مواليد 1919)
- 31 مارس – جورج ماكجيل (مواليد 1918)[37]

### أبريل
- 10 أبريل – هيو مكينون (مواليد 1885) سياسي كندي.[38]
- 27 أبريل – جيمس ألبرت فولكنير (مواليد 1877) سياسي كندي.

### مايو
- 19 مايو – بنجامين فرانكلين سميث (مواليد 1865) سياسي كندي.

### يونيو
- 30 يونيو – هنري هاغ ديفيس (مواليد 1885)

### يوليو
- 1 يوليو – هاي ميلر (مواليد 1883) لاعب هوكي جليد كندي.
- 11 يوليو – مورلي كوري (مواليد 1869) سياسي كندي.[39]
- 27 يوليو – كليفورد ويليام روبنسون (مواليد 1866) سياسي كندي.[40]

### أغسطس
- 4 أغسطس – والتر ألان هال (مواليد 1867) سياسي كندي.[41]
- 22 أغسطس – ويليام ألفرد برستون (مواليد 1848) سياسي كندي.
- 27 أغسطس – ساي غراي (مواليد 1917)

### سبتمبر
- 27 سبتمبر – هنري والاس ماكليود (مواليد 1915)

### أكتوبر
- 10 أكتوبر – جاك مردوخ (مواليد 1908) مُجدّف كندي.[42]
- 11 أكتوبر – صموئيل نيوتن (مواليد 1881) لاعب رماية كندي.[43]
- 16 أكتوبر – جوزيف ريتشارد ميرفي (مواليد 1880) سياسي كندي.
- 24 أكتوبر – ويليام بلاك (مواليد 1867) سياسي كندي.
- 26 أكتوبر – إليزابيث باركر (مواليد 1856) صحفية كندية.
- 28 أكتوبر – بيرسي كوين (مواليد 1878) سياسي كندي.

### نوفمبر
- 20 نوفمبر – ويليام د. كونور (مواليد 1864) سياسي أمريكي.
- 25 نوفمبر – دودلي غاريت (مواليد 1924) لاعب هوكي جليد كندي.
- 29 نوفمبر – جورج آدم إليوت (مواليد 1875) سياسي كندي.[44]

### ديسمبر
- 12 ديسمبر – ويليام إليوت (مواليد 1872)[45]
- 26 ديسمبر – جون ماكفيرسون (مواليد 1855) سياسي كندي.